# Кулпео
Кулпео (Lycalopex culpaeus) е хищен бозайник от семейство Кучеви. Нарича се още андска лисица, патагонска лисица, южноамерикански чакал и магеланово куче.

## Физически характеристики
Външно кулпео много прилича на обикновената лисица (Vulpes vulpes). Окраската на козината е сива или рижава, по гърба и опашката е по-тъмна.

## Разпространение
Ареалът на местообитание на вида се простира от Еквадор и Перу на север до южните райони на Патагония и Огнена земя. На западните склонове на Андите кулпео е най-многобройният хищен бозайник. Видът е приспособен за живот при планински условия в гористи и открити местности при суров климат.
Благодарение на човека кулпео е интродуциран вид на Фолклендските острови.

## Начин на живот и хранене
В менюто на лисицата влизат различни гризачи, зайцевидни, птици и гущери. В по-малка степен консумират и растителна храна и мърша. Лисиците са обект но отстрел от страна на ловци и фермери и се смята като вреден дивеч хранещ се с добитък. Въпреки това обаче видът е многочислен и не се счита за застрашен.

## Подвидове
Съществуват шест подвида кулпео, както следва:
- L. c. andinus
- L. c. culpaeolus
- L. c. lycoides
- L. c. magellanicus
- L. c. reissii
- L. c. smithersi